# Европейский левый альянс за людей и планету
«Европейский левый альянс за людей и планету» (англ. European Left Alliance for the People and the Planet, ELA) — зелёная, феминистская и левая европейская политическая партия. Основана при расколе Партии европейских левых. Официально зарегистрирована 27 сентября 2024 года. Сопредседатели — Малин Бьорк и Катарина Мартинш. У партии 18 мест в Европейском парламенте. Группа в Европейском парламенте — «Левые в Европейском парламенте – GUE/NGL».

## История
В апреле 2018 года возникло движение «Теперь народ» по инициативе лидеров испанской партии «Подемос» Пабло Иглесиаса, португальского «Левого блока» Катарины Мартинш и «Непокорённой Франции» Жан-Люка Меланшона. 12 апреля в Лиссабоне принята учредительная декларация «За гражданскую революцию в Европе». К движению в июне присоединились датский «Единый список» («Красно-зелёная коалиция»), финский «Левый союз» и шведская Левая партия. Затем — немецкая партия «Левая» и «Итальянские левые».
Движение «Теперь народ» активно участвовало в выборах в Европейский парламент в мае 2019 года. В апреле была представлена предвыборная декларация «Реальные перемены придут от людей».
Движение «Теперь народ» активно участвовало в выборах в Европейский парламент в июне 2024 года. В феврале представлена предвыборная декларация 10 points for a Green Left Europe.
Шесть партий, входящих в движение «Теперь народ», вместе с польской партией «Левые вместе» 28 августа 2024 года сформировали «Европейский левый альянс за людей и планету». 
Первый съезд (конгресс) Европейского левого альянса состоялся в Порту 13-14 июня 2025 года. На нём к ELA в качестве наблюдателей присоединились две политические партии: «Единство Страны Басков» (EH Bildu) и норвежская Социалистическая левая партия. Помимо семи членов-основателей и этих двух наблюдателей, в конгрессе приняли участие ещё несколько левых сил, в том числе две неприсоединившиеся к ELA партии-члены «Теперь народ», а также «Левые» из Люксембурга, «Мы можем» из Хорватии, Партия народного равенства и демократии из Турции, «Социальный рух» из Украины, Demos из Румынии, «Будущее» из Чехии.  
Если некоторые партии, оставшиеся в ПЕЛ, демонстрируют местами социально-консервативные подходы, то силы нового объединения стремятся занимать прогрессивную позицию в экологических и гендерных вопросах; они также отличаются более однозначной солидарностью с Украиной перед лицом российского вторжения. Они надеются привлечь к сотрудничеству больше членов из стран Центрально-Восточной Европы.

## Члены
В «Европейский левый альянс за людей и планету» входят семь национальных партий:
- Дания: «Единый список»
- Испания: «Подемос»
- Польша: «Левые вместе»
- Португалия: «Левый блок»
- Финляндия: «Левый союз»
- Франция: «Непокорённая Франция»
- Швеция: Левая партия